# Coalitie
Een coalitie is een verbond van twee of meer groeperingen, partijen of staten. In het bijzonder wordt het woord gebruikt voor een verbond van politieke partijen die dan in een volksvertegenwoordiging samen een meerderheid van de stemmen hebben. Op nationaal niveau spreekt men dan van een regeringscoalitie. Ook zijn er specifiek militaire coalities, zoals in de Golfoorlog van 1990-1991.